# Корчула
Корчула (итал. Curzola, лат. Corcyra Nigra, стнем. Kurzel, стсл. Кркар) је хрватско острво на Јадранском мору поред далматинске обале.

## Основни подаци
Острво припада Дубровачко-неретванској жупанији, има површину од 279,03 km² (дужина 46,8 km, ширина 5,3-7,8 km) и 17.038 становника. Највиша брда су Клупца са 568 м и Ком са 510 м.

## Становништво
Корчула има 17000 становника. Друго је острво у Хрватској по броју становника.

## Насеља
Три највећа места на Корчули су главни град Корчула, град Блато у унутрашњости као и мали лучки град Вела Лука на западу острва.
У главном граду стоји вероватно кућа у којој је рођен Марко Поло. Постоји спор да ли је рођен ту или можда негде другде.

## Историја
Прво словенско становништво острва су Срби Неретљани према цару Константину Порфирогениту, који нису прихватили хришћанство када је то учинила већина Јужних Словена. Корчула је била део Паганије. Петар Франасовић, римокатолички Србин и свештеник из места Трстено, родом са Корчуле, 1864. пише да су Срби Неретљани населили Корчулу.
Срби Неретвани, који почетком 800. год. посвојише Корчулу, град утврдише...
Дана 8. септембра 1298. године одвијала се близу острва Битка код Курзола између флота Венеције и Ђенове.
На острву је 1220. године подигнут православни храм посвећен Успенију Богородице. Поред православних Грка (који су имали свој храм) ту су живели и Срби, њих око 500 и то махом трговаца. До 1350. године број Срба је растао, а упоредо и богатство. Онда долази Венеција - Млетачка република осваја те просторе. Од православне цркве одузета је богомоља и предата католичком женском самостану. Православни храм је постао католичка црква Св. Варваре. Током векова зграда цркве је пропадала а власништво се мењало. Око 1880. године град Корчула је то сада руинирано здање пребацила у државни ераријални фонд ге и остало и по ослобођењу 1918. године.
Године 1840. на Корчули живи трговац Радо Поповић, који је набавио српску (ћириличну) књигу у Дубровнику.
Јак православни покрет који је настао на острву Вису пренео се 1926. године и на Корчулу. Ту је почетком те године 20 породица католика прешло у православље. Мештани су били у сукобу са католичким свештеником. Срби досељеници су формирали православну Црквену општину и измолили православног свештеника. Стари српски православни храм - стара Немањићка задужбина је преузет из државног фонда, и обновљен за богослужења, заслугом председника корчуланске општине др Ј. Арнерића. Освећење обновљене српске цркве посвећене Успењу Пресвете Богородице уследило је 22. новембра 1934. године.